# 하스코보주

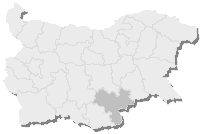
하스코보 주의 위치

하스코보주(불가리아어: Област Хасково)는 불가리아 남부에 위치한 주로, 주도는 하스코보이며 면적은 5,543km2, 인구는 307,067명, 자동차 번호는 X이다.
서쪽으로는 커르잘리 주와 플로브디프 주, 북쪽으로는 스타라자고라 주와 슬리벤 주, 동쪽으로는 얌볼 주와 접하고 있고 남동쪽과 남쪽으로는 그리스, 터키와 국경을 접한다. 11개 시를 관할한다.

## 인구
| 연도                      | 인구    | ±%     |
| ------------------------- | ------- | ------ |
| 1946                      | 235,248 | —      |
| 1956                      | 272,100 | +15.7% |
| 1965                      | 287,996 | +5.8%  |
| 1975                      | 330,132 | +14.6% |
| 1985                      | 334,584 | +1.3%  |
| 1992                      | 306,058 | −8.5%  |
| 2001                      | 277,478 | −9.3%  |
| 2011                      | 246,238 | −11.3% |
| 2021                      | 211,565 | −14.1% |
| 출처: pop-stat.mashke.org |         |        |

## 같이 보기
- 불가리아의 주